# Замошье (Плюсский район)
Замошье — деревня в Плюсском районе Псковской области, входит в состав сельского поселения Запольская волость.
Расположена в окружении Заплюсского болота, в 6 км к востоку от автодороги Санкт-Петербург — Киев (М20) и от райцентра, посёлка городского типа Заплюсье. В 1,2 км к северу от деревни проходит граница с Ленинградской областью.
Численность населения деревни по оценке на конец 2000 года составляла 8 человек, по переписи 2002 года — 2 человека.